# МиГ-5

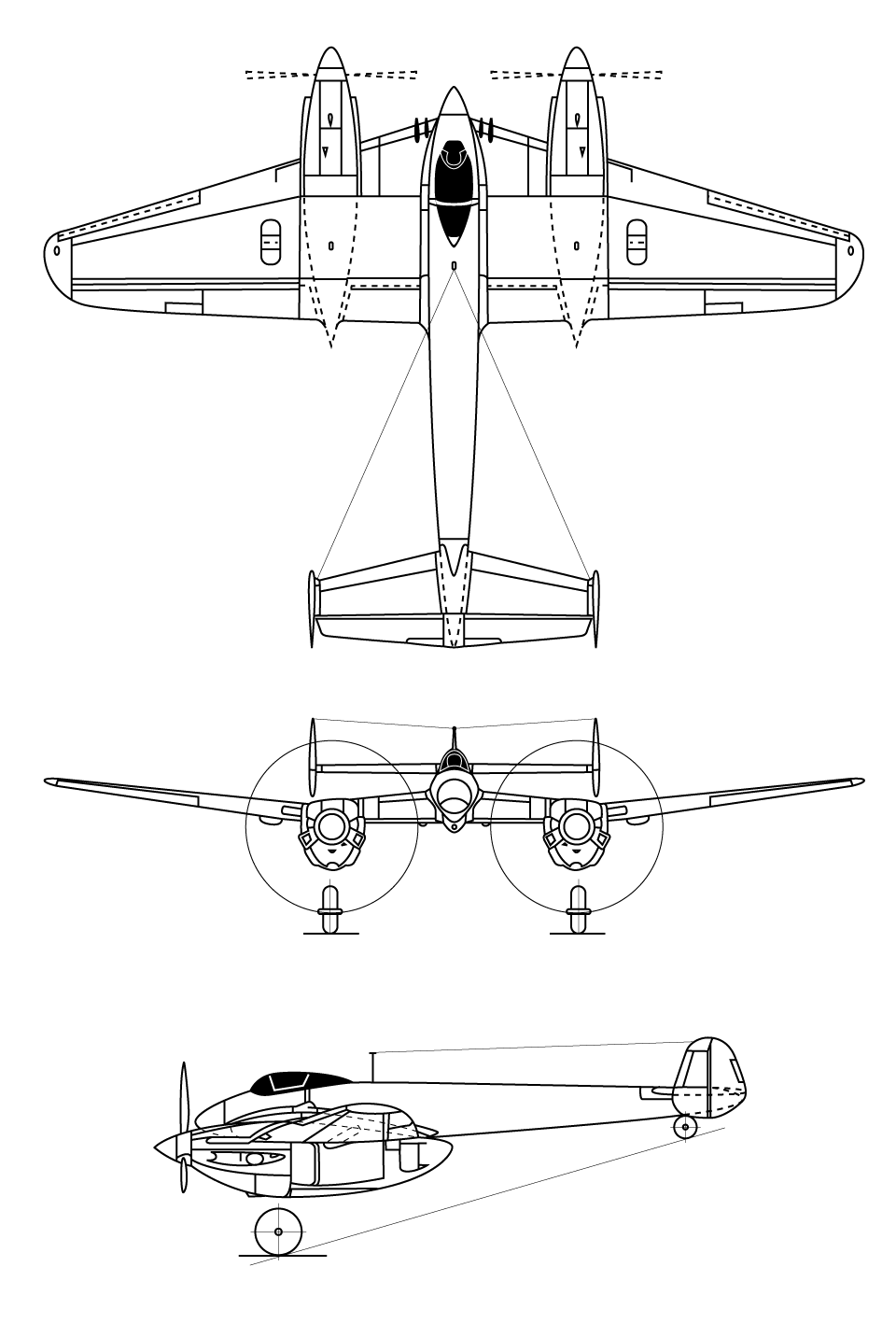

ДИС-200 «дальний истребитель сопровождения двухсотый» (он же «Микоян и Гуревич пятый» МиГ-5, «тактический» T) — двухмоторный одноместный истребитель сопровождения тактических бомбардировщиков.

## История создания
7 октября 1940 году «Постоянная комиссия Народного комиссариата авиационной промышленности (НКАП) по рассмотрению эскизных проектов» одобрила проект дальнего истребителя сопровождения ДИС-200 с двумя крыльевыми моторами АМ-37 и рекомендовала его в постройку.
12 ноября был принят макет самолёта с рекомендациями по внесению некоторых изменений в его конструкцию. После рассмотрения проекта и макета, постройку двухмоторного истребителя ДИС-200 включили в «План опытного самолётостроения на 1941 год», который ранее — 25 ноября 1940 года был утвержден Правительством. В соответствии с «Планом ПОС-41», Приказом НКАП № 677 от 29 ноября 1940 года коллективу Опытного конструкторского отдела (ОКО) Завода № 1 имени Авиахима было официально выдано задание на разработку и постройку «дальнего истребителя сопровождения». Самолёт предписывалось построить в трёх экземплярах и предъявить их на госиспытания 1 августа, 1 сентября и 1 ноября 1941 года, соответственно.
Первый полёт самолет совершил 11 июня 1941 года, но начавшаяся война разрушила все планы. Эвакуация промышленности на восток исключила возможность серийного выпуска подобных машин, а потребность военных в истребителе сопровождения попытались удовлетворить с помощью самолетов Пе-3, мало приспособленных для воздушного боя с истребителями фашистской Германии.

### Тактическое назначение истребителя
«Дальний истребитель сопровождения» ДИС-200 предназначался для выполнения следующих основных задач:
- сопровождение дальних тактических бомбардировщиков
- прорыв воздушной обороны противника
- ведение патрульной службы в районах, отдаленных от своих баз, а также ведение разведки с боем в глубоком тылу противника
- использование в качестве пикирующего бомбардировщика или торпедоносца.

### Конструкция и вооружение
Истребитель представлял собой одноместный двухмоторный низкоплан смешанной конструкции с разнесённым хвостовым оперением и убирающимся шасси. Самолёт был разделён на несколько крупных агрегатов, что позволяло облегчить его сборку при массовом производстве. Самолет был преимущественно деревянной конструкции с незначительным использованием алюминиевых сплавов и стали.
Фюзеляж состоял из трех частей: носовая — дюралевая, средняя — деревянная типа монокок, хвостовая — ферма из стальных труб с дюралевой обшивкой.
Крыло двухлонжеронное с металлическим центропланом (за исключением носка, у которого обшивка была выполнена из бакелитовой фанеры) и деревянными консолями. Предкрылки и щитки-закрылки типа «Шренк» дюралевые.
Деревянное хвостовое оперение с управляемым стабилизатором крепилось к хвостовой части фюзеляжа.
Органы управления — элероны, рули направления и высоты — имели дюралевый каркас и полотняную обшивку.
Шасси одностоечного типа с масляно-пневматической амортизацией, три колеса. Основные опоры шасси имели колёса размером 1000 x 350 мм и убирались в мотогондолы, расположенные на центроплане. Хвостовое колесо — 470 x 210 мм.
Кабина оснащалась приборами, позволявшие летчику пилотировать самолет в сложных метеоусловиях и в ночное время. Для полетов на большой высоте устанавливалось кислородное оборудование. Кабина бронировалась частично. Передняя часть кабины была застеклена и обеспечивала обзор вперед и вниз.
Самолёт должен был иметь довольно мощное вооружение:
- 1 х 23-мм пушка МП-6 (боезапас 200−300 лёгких снарядов) на легкосъёмном лафете в носовой части фюзеляжа;
- 2 х 12,7-мм крупнокалиберный пулемёт БС (боезапас 300—600 патронов);
- 4 х 7,62-мм пулемёт ШКАС (боезапас 1000—1500 патронов) в центроплане.

Первоначально планировалось установить пушку ВЯ-23, но макетная комиссия и ВВС рекомендовали заменить её на МП-6.
Вместо пушки в перегрузочном варианте на самолёт могли быть подвешены бомбы массой до 1000 кг или одна торпеда с парашютом. Планировалась установка двух реактивных орудий: так называемые РО-82 2 х 82 мм с выстрелом «реактивными снарядами» (твердотопливные пороховые неуправляемые ракеты) для защиты задней полусферы.
Уже в ходе постройки самолёта была предусмотрена установка в центроплане двух пушек МП-6 2 х 23 мм с боезапасом по 120 легких снарядов на ствол.

### Испытания первого прототипа
После окончания государственных испытаний Заводу № 1 имени Авиахима предписывалось в соответствии с приказом НКАП № 521 от 2 октября 1940 года свернуть производство одномоторных истребителей И-200 и перейти на производство двухмоторных ДИС-200. При этом выпуск И-200 планировалось перенести на Государственный авиационный завод № 21 (ГАЗ №21). Для проведения заводских испытаний истребителя ДИС-200 (МиГ-5) приказом НКАП № 230 от 11 марта 1941 года были назначены ведущий летчик-испытатель Аркадий Екатов и ведущий инженер А. Г. Врунов. Однако 13 марта А.Н. Екатов погиб.
Приказом НКАП № 433 от 13 мая 1941 года новым лётчиком-испытателем был утвержден А. И. Жуков.
Первый опытный экземпляр истребителя ДИС-200 впервые поднялся в воздух 11 июня 1941 года, пилотируемый лётчиком-испытателем А. И. Жуковым.
Заводские лётные испытания проводились в ЛИИ НКАП с 1 июля по 5 октября 1941 года.

### Модификации. Испытания второго прототипа
Из-за прекращения работ по пушке МП-6 её предполагалось заменить на пушку ВЯ-23, что влекло существенную переделку центроплана. В связи с этим вооружение самолёта на испытания не предъявлялось.
Первоначально на самолёте был установлен трехлопастный винт АВ-5Л-П4 диаметром 3,1 м. Во время определения максимальных скоростей по высотам ДИС-200 достиг скорости 560 км/ч на высоте 7500 м, что на 104 км/ч было меньше расчетной.
После установки четырёхлопастного винта АВ-9Б Л-149 диаметром 3 м, прижатия к крылу выступающих частей выхлопных коллекторов, изменения формы всасывающего патрубка и переноса выхода туннеля маслорадиаторов под крыло максимальная скорость самолёта возросла до 610 км/ч на высоте 6800 м. Время набора высоты 5000 м составило 5,5 мин.
Первоначально серийное производство планировалось развернуть на Заводе № 1 после проведения госиспытаний, однако, уже по результатам заводских испытаний из-за выявленных недостатков самолёта ЛИИ выдало отрицательное заключение о возможности его серийного производства.
Испытания рекомендовано продолжить с целью накопления опытных характеристик с дальнейшей целью по доводке и улучшению самолётов подобного типа.

### Эвакуация прототипа в тыл
С началом боевых действий продвижением немецких войск в 1941 году, когда войска вермахта в октябре приблизились к Москве, было принято решение об эвакуации. Опытный самолет, вся техническая документация на него вместе с ЛИИ были поездом вывезены в тыл в город Казань. 

В 1942 году работы по истребителю ДИС-200 с двигателями АМ-37 были прекращены, ввиду чрезвычайно сложного положения в экономике страны.
Второй экземпляр ДИС-200 в мае 1941 года было предписано построить с двигателями М-82. По третьему экземпляру самолёта были изготовлены средняя часть фюзеляжа, лонжероны крыла и проведена частичная заготовка деталей. Однако ввиду перегрузки опытного производства, работы по нему были прекращены в августе 1941 года.
Позже, когда вся промышленность Советского Союза заработала на полную мощность, к идее создания двухмоторного истребителя сопровождения вернулись вновь. В 1942 году на ДИС-200, получивший заводское обозначение "ИТ", установили двигатели воздушного охлаждения М-82, и 28 января самолет совершил первый полет.

## Основные характеристики[2]
Тактико-технические Характеристики:
- Экипаж, чел: 1

- Длина самолёта, м  : 12,54
- Размах крыла, м : 9,00
- Площадь крыла, м² :  25,00
- Высота самолета, м : 3,88
- Масса, кг пустого: 5298

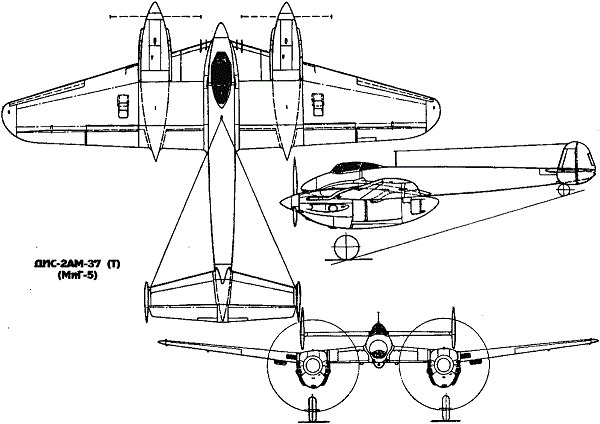

- Масса, кг максимальная взлётная: 7300
- Масса, кг топлива: 1735

- Силовая установка: двигатель 2 x АМ-37 (2 х 1400 л.с.)

Лётные данные:
- Скорость, км/ч максимальная 670 на высоте 6800 м
- Макс. эксплуатационная перегрузка, g: 8
- Практический потолок, м: 17900
- Практическая дальность, км: 1390
- Дальность с ПТБ, км: 2200

Вооружение:
- Пушечное вооружение: 3 x 23-мм пушки НР-23
- Бомбовое вооружение: 2 x бомбы 250 кг или 2 x ОРО-57К